# Ålands Mobiltelefon Ab
Ålands Mobiltelefon Ab, ÅMT, GSM Åland, är ett mobiltelefoniföretag på Åland som numera ingår i Ålands Telekommunikation Ab (Ålcom). ÅMT driver ett av de två mobiltelefoninäten i landskapet Åland (det andra tillhör Telia). ÅMT ägs liksom Ålcom av Ålands Telefonandelslag, som hör till Finnet-gruppen, och Mariehamns Telefon Ab, med 50 procent vardera.